# Skytrax
A Skytrax (originalmente conhecida como Inflight Research Services) é uma consultoria do Reino Unido com sede em Londres, onde a principal atividade é a análise do mercado da aviação, com o objetivo de eleger as melhores companhias aérea e aeroportos.
A Skytrax realiza pesquisas para várias companhias aéreas, e faz pesquisas com os passageiros para conseguir avaliar os funcionários de cabine , aeroportos, companhias aéreas, salas VIP, entretenimento a bordo, catering dentre outros quesitos. Anualmente realiza  o prêmios World Airline Awards e o World Airport Awards, e também classifica as companhias aéreas e aeroportos.

## Prêmios

### Companhia aérea do ano
| Ano  | 1º                                       | 2º                                       | 3º                                       |
| ---- | ---------------------------------------- | ---------------------------------------- | ---------------------------------------- |
| 2001 | Emirates                                 | Singapore Airlines                       | Cathay Pacific                           |
| 2002 | Emirates                                 | Cathay Pacific                           | Singapore Airlines                       |
| 2003 | Cathay Pacific                           | Emirates                                 | Singapore Airlines                       |
| 2004 | Singapore Airlines                       | Emirates                                 | Cathay Pacific                           |
| 2005 | Cathay Pacific                           | Qantas                                   | Emirates                                 |
| 2006 | British Airways                          | Qantas                                   | Cathay Pacific                           |
| 2007 | Singapore Airlines                       | Thai Airways                             | Cathay Pacific                           |
| 2008 | Singapore Airlines                       | Cathay Pacific                           | Qantas                                   |
| 2009 | Cathay Pacific                           | Singapore Airlines                       | Asiana Airlines                          |
| 2010 | Asiana Airlines                          | Singapore Airlines                       | Qatar Airways                            |
| 2011 | Qatar Airways                            | Singapore Airlines                       | Asiana Airlines                          |
| 2012 | Qatar Airways                            | Asiana Airlines                          | Singapore Airlines                       |
| 2013 | Emirates                                 | Qatar Airways                            | Singapore Airlines                       |
| 2014 | Cathay Pacific                           | Qatar Airways                            | Singapore Airlines                       |
| 2015 | Qatar Airways                            | Singapore Airlines                       | Cathay Pacific                           |
| 2016 | Emirates                                 | Qatar Airways                            | Singapore Airlines                       |
| 2017 | Qatar Airways                            | Singapore Airlines                       | All Nippon Airways                       |
| 2018 | Singapore Airlines                       | Qatar Airways                            | All Nippon Airways                       |
| 2019 | Qatar Airways                            | Singapore Airlines                       | All Nippon Airways                       |
| 2020 | Cancelado devido a Pandemia de COVID-19. | Cancelado devido a Pandemia de COVID-19. | Cancelado devido a Pandemia de COVID-19. |
| 2021 | Qatar Airways                            | Singapore Airlines                       | All Nippon Airways                       |
| 2022 | Qatar Airways                            | Singapore Airlines                       | Emirates                                 |
| 2023 | Singapore Airlines                       | Qatar Airways                            | All Nippon Airways                       |
| 2024 | Qatar Airways                            | Singapore Airlines                       | Emirates                                 |
| 2025 | Qatar Airways                            | Singapore Airlines                       | Cathay Pacific                           |

### Aeroporto do ano
| Ano  | 1º                                       | 2º                                       | 3º                                       |
| ---- | ---------------------------------------- | ---------------------------------------- | ---------------------------------------- |
| 1999 | Aeroporto de Amesterdão Schiphol         | -                                        | -                                        |
| 2000 | Aeroporto Changi de Singapura            | -                                        | -                                        |
| 2001 | Aeroporto Internacional de Hong Kong     | Aeroporto Internacional de Kuala Lumpur  | Aeroporto Changi de Singapura            |
| 2002 | Aeroporto Internacional de Hong Kong     | Aeroporto Changi de Singapura            | Aeroporto Internacional de Sydney        |
| 2003 | Aeroporto Internacional de Hong Kong     | Aeroporto Changi de Singapura            | Aeroporto Internacional de Dubai         |
| 2004 | Aeroporto Internacional de Hong Kong     | Aeroporto Changi de Singapura            | Aeroporto de Amesterdão Schiphol         |
| 2005 | Aeroporto Internacional de Hong Kong     | Aeroporto Changi de Singapura            | Aeroporto Internacional de Incheon       |
| 2006 | Aeroporto Changi de Singapura            | Aeroporto Internacional de Hong Kong     | Aeroporto de Munique                     |
| 2007 | Aeroporto Internacional de Hong Kong     | Aeroporto Internacional de Incheon       | Aeroporto Changi de Singapura            |
| 2008 | Aeroporto Internacional de Hong Kong     | Aeroporto Changi de Singapura            | Aeroporto Internacional de Incheon       |
| 2009 | Aeroporto Internacional de Incheon       | Aeroporto Internacional de Hong Kong     | Aeroporto Changi de Singapura            |
| 2010 | Aeroporto Changi de Singapura            | Aeroporto Internacional de Incheon       | Aeroporto Internacional de Hong Kong     |
| 2011 | Aeroporto Internacional de Hong Kong     | Aeroporto Changi de Singapura            | Aeroporto Internacional de Incheon       |
| 2012 | Aeroporto Internacional de Incheon       | Aeroporto Changi de Singapura            | Aeroporto Internacional de Hong Kong     |
| 2013 | Aeroporto Changi de Singapura            | Aeroporto Internacional de Incheon       | Aeroporto de Amesterdão Schiphol         |
| 2014 | Aeroporto Changi de Singapura            | Aeroporto Internacional de Incheon       | Aeroporto de Munique                     |
| 2015 | Aeroporto Changi de Singapura            | Aeroporto Internacional de Incheon       | Aeroporto de Munique                     |
| 2016 | Aeroporto Changi de Singapura            | Aeroporto Internacional de Incheon       | Aeroporto de Munique                     |
| 2017 | Aeroporto Changi de Singapura            | Aeroporto Internacional de Tóquio        | Aeroporto Internacional de Incheon       |
| 2018 | Aeroporto Changi de Singapura            | Aeroporto Internacional de Incheon       | Aeroporto Internacional de Tóquio        |
| 2019 | Aeroporto Changi de Singapura            | Aeroporto Internacional de Tóquio        | Aeroporto Internacional de Incheon       |
| 2020 | Cancelado devido a Pandemia de COVID-19. | Cancelado devido a Pandemia de COVID-19. | Cancelado devido a Pandemia de COVID-19. |
| 2021 | Aeroporto Internacional de Hamad         | Aeroporto Internacional de Tóquio        | Aeroporto Changi de Singapura            |
| 2022 | Aeroporto Internacional de Hamad         | Aeroporto Internacional de Tóquio        | Aeroporto Changi de Singapura            |
| 2023 | Aeroporto Changi de Singapura            | Aeroporto Internacional de Hamad         | Aeroporto Internacional de Tóquio        |
| 2024 | Aeroporto Internacional de Hamad         | Aeroporto Changi de Singapura            | Aeroporto Internacional de Incheon       |
| 2025 | Aeroporto Changi de Singapura            | Aeroporto Internacional de Hamad         | Aeroporto Internacional de Tóquio        |

## Rankings de companhias aéreas
A Skytrax premia com cinco estrelas as 10 companhias aéreas mais bem avaliadas pelos passageiros.

### Companhias aéreas 5 estrelas
| Companhia aérea    | Período                        |
| ------------------ | ------------------------------ |
| All Nippon Airways | 2013–presente                  |
| Asiana Airlines    | 2007–presente                  |
| Cathay Pacific     | 2001–2002, 2004, 2006–presente |
| EVA Air            | 2016–presente                  |
| Garuda Indonésia   | 2014–presente                  |
| Hainan Airlines    | 2010–presente                  |
| Japan Airlines     | 2018–presente                  |
| Korean Air         | 2020–presente                  |
| Qatar Airways      | 2006–presente                  |
| Singapore Airlines | 2001–2002, 2004, 2006–presente |
| Starlux Airlines   | 2025–presente                  |

#### Ex-companhias aéreas 5 estrelas
| Companhia aérea     | Período         |
| ------------------- | --------------- |
| Ansett Australia    | 2001–2002       |
| British Airways     | 2001            |
| Emirates            | 2001            |
| Etihad Airways      | 2016–2019       |
| Kingfisher Airlines | 2008–2010       |
| Lufthansa           | 2017–2022       |
| Malaysia Airlines   | 2001, 2005–2013 |

### Melhor serviço aeroportuário
| Ano  | 1º                                       | 2º                                       | 3º                                       |
| ---- | ---------------------------------------- | ---------------------------------------- | ---------------------------------------- |
| 2013 | All Nippon Airways                       | Asiana Airlines                          | Korean Air                               |
| 2014 | All Nippon Airways                       | EVA Air                                  | Thai Airways                             |
| 2015 | All Nippon Airways                       | EVA Air                                  | Garuda Indonésia                         |
| 2016 | All Nippon Airways                       | EVA Air                                  | Thai Airways                             |
| 2017 | All Nippon Airways                       | EVA Air                                  | Thai Airways                             |
| 2018 | EVA Air                                  | All Nippon Airways                       | Cathay Pacific                           |
| 2019 | All Nippon Airways                       | Thai Airways                             | Japan Airlines                           |
| 2020 | Cancelado devido a Pandemia de COVID-19. | Cancelado devido a Pandemia de COVID-19. | Cancelado devido a Pandemia de COVID-19. |
| 2021 | All Nippon Airways                       | Singapore Airlines                       | Japan Airlines                           |
| 2022 | All Nippon Airways                       | Singapore Airlines                       | Japan Airlines                           |
| 2023 | All Nippon Airways                       | Japan Airlines                           | Asiana Airlines                          |
| 2024 | All Nippon Airways                       | Japan Airlines                           | Cathay Pacific                           |
| 2025 | All Nippon Airways                       | Japan Airlines                           | EVA Air                                  |

### Melhor entretenimento a bordo
| Ano  | 1º                                       | 2º                                       | 3º                                       |
| ---- | ---------------------------------------- | ---------------------------------------- | ---------------------------------------- |
| 2013 | Emirates                                 | Singapore Airlines                       | Cathay Pacific                           |
| 2014 | Emirates                                 | Singapore Airlines                       | Turkish Airlines                         |
| 2015 | Emirates                                 | Qatar Airways                            | Singapore Airlines                       |
| 2016 | Emirates                                 | Singapore Airlines                       | Qatar Airways                            |
| 2017 | Emirates                                 | Qatar Airways                            | Singapore Airlines                       |
| 2018 | Emirates                                 | Singapore Airlines                       | Qatar Airways                            |
| 2019 | Emirates                                 | Qatar Airways                            | Singapore Airlines                       |
| 2020 | Cancelado devido a Pandemia de COVID-19. | Cancelado devido a Pandemia de COVID-19. | Cancelado devido a Pandemia de COVID-19. |
| 2021 | Emirates                                 | Singapore Airlines                       | Qatar Airways                            |
| 2022 | Emirates                                 | United Airlines                          | Qatar Airways                            |
| 2023 | Cathay Pacific                           | Emirates                                 | Qatar Airways                            |
| 2024 | Emirates                                 | Cathay Pacific                           | Qatar Airways                            |
| 2025 | Cathay Pacific                           | Emirates                                 | Qatar Airways                            |

### Melhor limpeza de cabine
| Ano  | 1º                                       | 2º                                       | 3º                                       |
| ---- | ---------------------------------------- | ---------------------------------------- | ---------------------------------------- |
| 2013 | All Nippon Airways                       | Asiana Airlines                          | Korean Air                               |
| 2014 | Asiana Airlines                          | All Nippon Airways                       | Singapore Airlines                       |
| 2015 | EVA Air                                  | Singapore Airlines                       | All Nippon Airways                       |
| 2016 | Cathay Pacific                           | EVA Air                                  | All Nippon Airways                       |
| 2017 | EVA Air                                  | All Nippon Airways                       | Japan Airlines                           |
| 2018 | All Nippon Airways                       | EVA Air                                  | Asiana Airlines                          |
| 2019 | EVA Air                                  | Japan Airlines                           | All Nippon Airways                       |
| 2020 | Cancelado devido a Pandemia de COVID-19. | Cancelado devido a Pandemia de COVID-19. | Cancelado devido a Pandemia de COVID-19. |
| 2021 | All Nippon Airways                       | Singapore Airlines                       | Japan Airlines                           |
| 2022 | All Nippon Airways                       | Singapore Airlines                       | Japan Airlines                           |
| 2023 | All Nippon Airways                       | Asiana Airlines                          | Qatar Airways                            |
| 2024 | Cathay Pacific                           | All Nippon Airways                       | EVA Air                                  |
| 2025 | EVA Air                                  | All Nippon Airways                       | Cathay Pacific                           |

## Melhor aliança aérea
| Ano  | 1º                                       | 2º                                       | 3º                                       |
| ---- | ---------------------------------------- | ---------------------------------------- | ---------------------------------------- |
| 2013 | Oneworld                                 | Star Alliance                            | SkyTeam                                  |
| 2014 | Oneworld                                 | Star Alliance                            | SkyTeam                                  |
| 2015 | Oneworld                                 | Star Alliance                            | SkyTeam                                  |
| 2016 | Star Alliance                            | Oneworld                                 | SkyTeam                                  |
| 2017 | Star Alliance                            | Oneworld                                 | SkyTeam                                  |
| 2018 | Star Alliance                            | Oneworld                                 | SkyTeam                                  |
| 2019 | Star Alliance                            | Oneworld                                 | SkyTeam                                  |
| 2020 | Cancelado devido a Pandemia de COVID-19. | Cancelado devido a Pandemia de COVID-19. | Cancelado devido a Pandemia de COVID-19. |
| 2021 | Oneworld                                 | Star Alliance                            | SkyTeam                                  |
| 2022 | Star Alliance                            | SkyTeam                                  | Oneworld                                 |
| 2023 | Star Alliance                            | SkyTeam                                  | Oneworld                                 |
| 2024 | Star Alliance                            | Oneworld                                 | SkyTeam                                  |
| 2025 | Star Alliance                            | Oneworld                                 | SkyTeam                                  |

## Rankings de aeroportos
A Skytrax premia com cinco estrelas os melhores aeroportos avaliados pelos passageiros.

### Aeroportos 5 estrelas
| Localização   | Aeroporto                                  |
| ------------- | ------------------------------------------ |
| Munique       | Aeroporto de Munique-Franz Josef Strauss   |
| Baku          | Aeroporto Internacional Heydar Aliyev      |
| Manama        | Aeroporto Internacional do Barém           |
| Doha          | Aeroporto Internacional de Hamad           |
| Chengdu       | Aeroporto Internacional de Chengdu Tianfu  |
| Haikou        | Aeroporto Internacional de Haikou Meilan   |
| Xangai        | Aeroporto Internacional de Xangai Hongqiao |
| Shenzhen      | Aeroporto Internacional de Shenzhen Bao'an |
| Seul          | Aeroporto Internacional de Incheon         |
| Quito         | Aeroporto Internacional Mariscal Sucre     |
| Houston       | Aeroporto William P. Hobby                 |
| Newark        | Terminal A do Aeroporto de Newark Liberty  |
| Nova Iorque   | Terminal B do Aeoporto de LaGuardia        |
| Hong Kong     | Aeroporto Internacional de Hong Kong       |
| Roma          | Aeroporto Internacional de Roma            |
| Nagoia        | Aeroporto Internacional de Chūbu Centrair  |
| Tóquio        | Aeroporto Internacional de Tóquio          |
| Tóquio        | Aeroporto Internacional de Narita          |
| Salalah       | Aeroporto Internacional de Salalah         |
| Rostov-on-Don | Aeroporto Internacional de Platov          |
| Singapura     | Aeroporto Changi de Singapura              |
| Istanbul      | Aeroporto de Istambul                      |